# Slavko Šuklar
Slavko Ludvik Šuklar, slovenski skladatelj in pedagog, * 24. maj 1952, Murska Sobota.
Glasbeno teorijo in kompozicijo je študiral na Fakulteti glasbene umetnosti v Beogradu. Potem je na Akademiji umetnosti v Novem Sadu poučeval analizo glasbenih del, kompozicijo in orkestracijo.V letih 1996/1997 je na Fakulteti za glasbeno umetnost v Beogradu - FMU/Fakultet muzčke umetnosti Beograd, predaval orkestracijo na oddelkih za dirigiranje in muzikologijo. Bil je predsednik Društva skladateljev Vojvodine in član programskega sveta na Glasbeni tribuni jugoslovanskih skladateljev v Opatiji. Je ustanovitelj številnih ansamblov za moderno glasbo doma in v tujini, ustanovitelj in direktor prestižnega festivala resne glasbe PAC-ev glasbeni maj v Pomurju, član programskega odbora Nomus v Novem Sadu, predsednik programskega odbora za resno glasbo v Velenju. Leta 1977 se je vrnil v Slovenijo, zdaj pa na Srednji glasbeni šoli Frana Koruna Koželjskega v Velenju poučuje harmonijo, kontrapunkt in glasbeno oblikoslovje. Februarja 2007 ga je rektor Mariborske Univerze imenoval za predsednika ekspertne skupine za ustanovitev Fakultete za glasbo pri Univerzi Maribor s sedežem v Velenju. Do danes je v njegovi organizaciji v Sloveniji (predvsem v Pomurju in v Velenju) prirejeno več kot 180 koncertov resne glasbe. Z njegovo pomočjo in priporočilom so najboljši slovenski poustvarjalni umetniki nastopali in še nastopajo tudi na prestižnih festivalih kot so BEMUS-Beograd / Srbija, NOMUS- Novi Sad / Srbija, FESTIVAL CETINJE- Črna Gora. Vrhunski slovenski poustvarjalci, ki jih je Slavko Šuklar predstavil na omenjenih festivalih so Dubravka Tomšič, Mate Bekavac, Miloš Mlejnik, Boštjan Lipovšek, Andrej Petrač; Slovenski trobilni kvintet, Slovenski sekstet klarinetov, Komorni godalni orkester SF, Simfonike RTV Slovenija...
Napisal je več kot 80 skladb za simfonični orkester, komorne ansamble, solistične instrumente, zbore, elektroniko in akustične instrumente. Je tudi avtor glasbe za TV - nadaljevanke in lutkovne predstave. Njegovo glasbo so izvajali in izvajajo na festivalih sodobne glasbe v nekdanji Jugoslaviji in povsod po svetu, med drugim tudi na prireditvi Svetovni glasbeni dnevi v Hongkongu leta 2002 in v Ljubljani 2003 v Seulu 1996....... Prejel je vrsto nagrad za kompozicijo, Po naročilu programskih odborov slovenskih in tujih prestižnih orkestrov kot so Slovenska Filharmonija, Simfoniki RTV Slovenija, Godalni orkester SF, St.George Strings - Belgrade, CAMERATA ACADEMICA - Novi Sad,CARMINA SLOVENICA, STOP - Slovenija, TASF - Ljubljana, je napisal več pomembnih in zelo odmevnih skladb.
Za svojo ustvarjalnost je prejel številne nagrade, predvsem v tujini :I nagrado a tekmovanju DHW v Trossingenu - Nemčija za skladbo " Poema sinfonico" II nagrada na INTERNATIONAL COMPOSERS FORUM 1995 Beograd za " Vocalisa concertante " - koncert za violončelo in godalni orkester, II nagrada na INTERNATIONAL COMPOSERS FORUM 1996 Beograd za  "DUEL" - skladba za violončelo, tolkala in efect processors,nekoliko prvih nagrad na Festivalu v Puli CRO ( od 1972 - 1985 ) za originalne skladbe za orkester harmonik, skladbo  "Concerto per amici" je žirija JRT 1986 leta izbrala med najuspešnejše skladbe na festivalu Muzička tribina - Opatija 1986, dobil je nekaj nagrad Ministrstva za kulturo Vojvodine, kot tudi Plaketo iste ustanove za prestižne rezultate za svoj skladateljski opus. 
Leta 2023 je prejel Kozinovo nagrado Društva slovenskih skladateljev za skladateljski opus.